# Comuna Țuglui, Dolj
Țuglui este o comună în județul Dolj, Oltenia, România, formată din satele Jiul și Țuglui (reședința). Se află la aproximativ 15 km sud de Craiova. E alcătuită din satele Țuglui, și Jiul (fost Vârâți).

## Demografie
Componența etnică a comunei Țuglui
     Români (94,59%)
     Alte etnii (0%)
     Necunoscută (5,41%)
Componența confesională a comunei Țuglui
     Ortodocși (93,2%)
     Alte religii (1,17%)
     Necunoscută (5,63%)
Conform recensământului efectuat în 2021, populația comunei Țuglui se ridică la 2.734 de locuitori, în scădere față de recensământul anterior din 2011, când fuseseră înregistrați 2.834 de locuitori. Majoritatea locuitorilor sunt români (94,59%), iar pentru 5,41% nu se cunoaște apartenența etnică. Din punct de vedere confesional, majoritatea locuitorilor sunt ortodocși (93,2%), iar pentru 5,63% nu se cunoaște apartenența confesională.

## Politică și administrație
Comuna Țuglui este administrată de un primar și un consiliu local compus din 11 consilieri. Primarul, Mihai-Andrei Grigorie[*], de la Partidul Național Liberal, este în funcție din 1 noiembrie 2024. Începând cu alegerile locale din 2024, consiliul local are următoarea componență pe partide politice:
|  | Partid                    | Consilieri | Componența Consiliului | Componența Consiliului | Componența Consiliului | Componența Consiliului | Componența Consiliului |
|  | ------------------------- | ---------- | ---------------------- | ---------------------- | ---------------------- | ---------------------- | ---------------------- |
|  | Partidul Social Democrat  | 5          |                        |                        |                        |                        |                        |
|  | Partidul Național Liberal | 5          |                        |                        |                        |                        |                        |
|  | Uniunea Salvați România   | 1          |                        |                        |                        |                        |                        |